# Рейнольдс, Аластер (писатель)
Аластер Рейнольдс (англ. Alastair Reynolds, род. 1966) — англоязычный писатель-фантаст, родом из Уэльса, работающий в жанре прото-трансгуманистическая космическая опера.

## Биография
Родился в Барри в Южном Уэльсе. Ранние годы провёл в Корнуолле (возле Труро), затем вернулся в Уэльс. С 1977 по 1985 учился в Pencoed Comprehensive School. Изучал физику и астрономию в университете Ньюкасла. С тех пор считает этот город одним из любимейших мест мира. В 1988 г. переехал в Сент-Эндрюс в Шотландии для получения докторской степени по астрономии. После защиты диссертации в 1991 г. переехал в Нидерланды, где вскоре нашёл свою спутницу жизни, Жозетту. Вел исследовательскую работу в Европейском космическом агентстве в 1991—1994 годах, затем два года провёл в Утрехтском университете. Вернулся в Уэльс в 2008 году и живет недалеко от Кардиффа. 

### Карьера
Его первый научно-фантастический рассказ появился в 1990 году в журнале «UK magazine Interzone». С тех пор он опубликовал множество повестей и рассказов, и семь романов. Его работы представляют собой твёрдую научную фантастику, скрывающуюся за космическими операми и историями в стиле нуар, и отражают его профессиональный опыт в области физики, и астрономии.
Рейнольдс написал свои первые четыре опубликованных научно-фантастических рассказа, будучи ещё аспирантом, в 1989–1991 годах; они опубликованы в 1990–1992 годах в Interzone. В 1991 году Рейнольдс окончил учебу и переехал из Шотландии в Нидерланды, чтобы работать в ЕКА. Затем он начал тратить большую часть своего писательского времени на первый роман, который в конечном итоге превратился в роман «Пространство откровения», в то время как несколько рассказов, которые он представил в 1991–1995 годах, были отклонены. Это закончилось в 1995 году, когда был опубликован его рассказ «Byrd Land Six», который, по его словам, ознаменовал начало более серьезной фазы письма. По состоянию на 2011 год он опубликовал более сорока коротких произведений и девять романов. Его работы представляют собой жесткую научную фантастику, как правило, в поджанрах космической оперы и нуара, и отражают его профессиональный опыт в физике и астрономии, включая экстраполяцию будущих технологий в терминах, которые по большей части согласуются с современной наукой. Рейнольдс сказал, что он предпочитает придерживаться науки в своих книгах, в том, что он лично считает возможным, и он не верит, что путешествия со скоростью, превышающей скорость света, когда-либо будут возможны, но что он принимает науку, которая, по его мнению, будет невозможна, когда это необходимо для истории. Большинство романов Рейнольдса содержат несколько сюжетных линий, которые изначально кажутся совершенно не связанными, но позже сливаются в истории.
Восемь его романов и несколько рассказов происходят в одной последовательной будущей вселенной, обычно теперь называемой вселенной «Миры Рейнольдса» после первого романа, опубликованного в ней, хотя изначально она развивалась в рассказах в течение нескольких лет до первого романа. Хотя большинство персонажей появляются более чем в одном романе, произведения, действие которых происходит в этой будущей временной линии, редко имеют одних и тех же главных героев дважды. Часто главные герои из одного произведения принадлежат к группе, которая вызывает подозрение или враждебность у главных героев другого произведения. В то время как большая часть научной фантастики отражает либо очень оптимистичные, либо антиутопические видения человеческого будущего, будущие миры Рейнольдса примечательны тем, что человеческие общества не отошли ни к положительным, ни к отрицательным крайностям, а вместо этого похожи на современные с точки зрения моральной двусмысленности и смеси жестокости и порядочности, коррупции и возможностей, несмотря на то, что их технологии значительно продвинулись вперед.
Серия «Миры Рейнольдса» включает в себя восемь романов, семь повестей и шесть коротких рассказов, действие которых происходит в течение нескольких столетий, охватывая примерно 2205–40 000 гг. н. э., хотя все романы разворачиваются в 300-летний период, охватывающий период с 2427 по 2727 гг. В этой вселенной внеземная разумность существует, но она неуловима, и межзвёздные путешествия в основном осуществляются классом судов, называемых световыми хаггерами, которые только приближаются к скорости света (путешествие быстрее скорости света возможно, но оно настолько опасно, что ни одна раса им не пользуется). Парадокс Ферми объясняется как результат деятельности неорганической инопланетной расы, которую её жертвы называют Ингибиторами, которая истребляет разумные расы, если они достигают определенного уровня технологий. Тетралогия, состоящая из «Пространства откровения», «Ковчега спасения», «Пропасти искупления» и «Фазы ингибиторов», повествует о том, как человечество попадает в поле зрения Ингибиторов, и о возникшей в результате войне между ними.
Действие «Дождя забвения» происходит в будущей вселенной, независимой от вселенной «Пространства откровения», и имеет другие правила, такие как возможность путешествовать со скоростью, превышающей скорость света, через систему порталов, похожих на червоточины. «Дождь забвения» также существенно отходит от предыдущих работ Рейнольдса, как в том, что главный герой гораздо ближе к перспективе нашего реального мира (на самом деле он из версии нашего прошлого), выступая в качестве посредника для читателя в столкновении с незнакомостью продвинутых аспектов научной фантастики, так и в том, что процесс повествования гораздо более линейный. Предыдущие герои Рейнольдса начинали с того, что были полностью погружены в экзотику будущего, а его предыдущие работы «Пространства откровения» имеют несколько взаимосвязанных сюжетных линий, не обязательно современных. По словам Рейнольдса, хотя «Дождь забвения» является «личным фаворитом», он «поклялся, что продолжения никогда не будет»
«Звёздный лёд» также является самостоятельной историей с персонажами из гораздо менее отдаленного будущего, чем в любом из его других романов, помещенными в рамочную сюжетную линию, которая простирается гораздо дальше в будущее человечества, чем любой из его предыдущих романов. Он содержит альтернативную интерпретацию парадокса Ферми: разумная жизнь в этой вселенной крайне редка. Рейнольдс заявляет, что он «твёрдо намерен» вернуться к миру «Звёздного льда», чтобы написать продолжение.
«Дом Солнц» — это отдельный роман, действие которого происходит в той же вселенной, что и его повесть «Город бездны» из антологии «Один миллион лет н.э.» Он был выпущен в Великобритании 17 апреля 2008 года и в США 2 июня 2009 года. Рейнольдс описал его как «Шесть миллионов лет в будущем, клоны, путешествующие по звёздам, напряженность между метацивилизациями людей и роботов, шутки Багрового короля». Как и в случае с «Звёздным льдом», Рейнольдс также заявляет, что он «твёрдо намерен» вернуться к миру «Дома солнц», чтобы написать продолжение.
«Обречённый мир», опубликованный в марте 2010 года, был описан Рейнольдсом как «своего рода планетарный роман с оттенком стимпанка, действие которого происходит в далеком будущем». Как и в случае с «Дождём забвения», Рейнольдс сказал, что не планирует дальнейшей работы во вселенной «Обречённый мир».
В июне 2009 года Рейнольдс подписал новый контракт на сумму 1 миллион фунтов стерлингов с британскими издателями на издание десяти книг в течение следующих десяти лет.
В период с 2012 по 2015 год Рейнольдс выпустил три романа, действие которых происходит в новой вселенной под названием «Вселенная детей Посейдона»: «Вспоминая Землю» (2012), «На Стальном Бризе» (2014) и «След Посейдона» (2015), представляют собой трилогию в жанре жесткой научной фантастики, посвященную расселению человеческого вида в Солнечную систему и за её пределы, а также становлению Африки как космического технологического сверхгосударства.
Его роман о Докторе Кто «Урожай времени» был опубликован в июне 2013 года.
Его предстоящая работа включает «Изгнание», которое появится в Multiverses Престона Грассмана (ред.) для Titan Publishing.

## Личная жизнь
В 1991 году Рейнольдс переехал в Нордвейк в Нидерландах, где встретил свою жену Жозетт (француженку) и работал в Европейском центре космических исследований и технологий (часть Европейского космического агентства) до 2004 года, когда он ушел, чтобы полностью посвятить себя писательской деятельности.

## Награды и номинации
Произведения Рейнольдса получили три награды и несколько других номинаций. Его второй роман «Город бездны» выиграл Британскую премию научной фантастики 2001 года за лучший роман. Его короткий рассказ «Погода» выиграл премию Seiun Award от Японского национального конвента научной фантастики за лучший перевод короткого рассказа. Его романы «Пропасть искупления» и «Префект» также были номинированы на предыдущие премии BSFA. Рейнольдс был номинирован на премию Артура Кларка три раза за свои романы «Пространство откровения», «Звёздный лёд» и «Дом солнц». В 2010 году он выиграл премию Sidewise Award за альтернативную историю за свой короткий рассказ «Фиксация». Его повесть «Тройка» вошла в шорт-лист премии Hugo Awards 2011 года. Его роман «Мститель» получил премию Locus Award 2017 в номинации «Лучшая книга для молодежи» 

## Экранизации
10 марта 2019 г. писатель сообщил, что его рассказы «Зима Блю» и «За разломом Орла» будут экранизированы в рамках антологии Love, Death & Robots.

### Серии

#### «Последовательность ингибитора» (англ.The Inhibitor Sequence)
1. «Пространство откровения» (англ. Revelation Space). London: Gollancz, 2000. ISBN 978-0-44-100942-8
2. «Ковчег спасения»  (англ. Redemption Ark). London: Gollancz, 2002. ISBN 0-575-06879-5
3. «Пропасть искупления»  (англ. Absolution Gap). London: Gollancz, 2003. ISBN 0-575-07434-5
4. «Фаза ингибиторов» (англ. Inhibitor Phase). London: Gollancz, 2021. ISBN 978-0-57-509071-2

#### «Префект Дрейфус Чрезвычайные ситуации» (англ.The Prefect Dreyfus Emergencies)
1. «Префект» (англ. The Prefect). London: Gollancz, 2007, ISBN 0-575-07716-6
2. «Огонь Элизиума» (англ. Elysium Fire). London: Gollancz, 2018, ISBN 0-575-09058-8
3. «Машинная вендетта» (англ. [Machine Vendetta). London: Gollancz, 2024, ISBN 978-0-316-46285-3

#### Независимый (англ.Standalone)
- «Город бездны» (англ. Chasm City). London: Gollancz, 2001. ISBN 0-575-06877-9

#### «Дети Посейдона» (англ.Poseidon's Children Universe)
1. «Вспоминая голубую Землю» (англ. Blue Remembered Earth). London: Gollancz, 2012, ISBN 0-575-08827-3
2. «На Стальном Бризе» (англ. On the Steel Breeze). London: Gollancz, 2013, ISBN 0-575-09045-6[26][27]
3. «След Посейдона» (англ. Poseidon's Wake). London: Gollancz, 2015, ISBN 978-0-575-09049-1[28]

#### «Вселенная Мстительницы» (англ.Revenger Universe)
1. «Мстительница» (англ. Revenger). London: Gollancz, 2016, ISBN 978-057-509053-8
2. «Чёрные паруса» (англ. Shadow Captain). London: Gollancz, 2019, ISBN 978-057-509063-7
3. «Молчание костей» (англ. Bone Silence). London: Gollancz, 2020, ISBN 978-057-509067-5

#### Доктор Кто(Третий Доктор)
- «Урожай времени» (англ. Harvest of Time). BBC Books, 2013, ISBN 978-1-849-90418-6

#### Другое
- «Дождь забвения» (англ. Century Rain). London: Gollancz, 2004. ISBN 0-575-07436-1
- «Звёздный лёд» (англ. Pushing Ice). London: Gollancz, 2005. ISBN 0-575-07438-8
- «Дом Солнц» (англ. House of Suns). London: Gollancz, 2008, ISBN 0-575-07717-4
- «Обречённый мир» (англ. Terminal World). London: Gollancz, 2010, ISBN 0-575-07718-2
- «Хроники Медузы» (англ. The Medusa Chronicles) (with Stephen Baxter). London: Gollancz, 2016, ISBN 978-1473210189
- «Эверсия» (англ. Eversion). London: Gollancz, 2022 ISBN 978-0575090767[29]

### Коллекции
- Diamond Dogs, Turquoise Days. London: Gollancz, 2003. ISBN 0-575-07526-0
  - Diamond Dogs – Первоначально опубликовано в виде брошюры для PS Publishing (2001, ISBN 1-902880-27-7); reprinted in Infinities (2002), Peter Crowther, ed.
  - Turquoise Days – Первоначально опубликовано в виде брошюры для  Golden Gryphon (2002, no ISBN); reprinted in The Year's Best Science Fiction: Twentieth Annual Collection (2003, ISBN 0-312-30860-4), Gardner Dozois, ed.; and in Best of the Best Volume 2: 20 Years of the Year's Best Short Science Fiction Novels (2007, ISBN 0-312-36342-7), Gardner Dozois, ed.
- Zima Blue and Other Stories. San Francisco, CA: Night Shade Books, 2006. ISBN 1-59780-058-9 (Contains nearly all of the author's non-Revelation Space universe stories at the time of publication). Reprinted as Zima Blue and Other Stories. London: Gollancz, 2009. ISBN 0-575-08405-7 (British edition has additional stories 1) Cardiff Afterlife; 2) Minla's Flowers; 3) Digital to Analogue; 4) Everlasting) not included in the original publication. Introduction by Paul J. McAuley.)
  - "Enola" – Originally published in Interzone #54 (December 1991).
  - "Digital to Analogue" – Первоначально опубликовано в In Dreams (1992), Paul J. McAuley and Kim Newman, eds.., Limited Edition
  - "Spirey and the Queen" – Первоначально опубликовано в Interzone #108 (June 1996); reprinted in Future War (1999, ISBN 0-441-00639-6), Gardner Dozois and Jack Dann, eds..; and in The Space Opera Renaissance (2006), David G. Hartwell & Kathryn Cramer, eds.; and posted free online at Infinity Plus[30]
  - "Angels of Ashes" – Первоначально опубликовано в Asimov's Science Fiction (July 1999).
  - "Merlin's Gun" – Первоначально опубликовано в Asimov's Science Fiction (May 2000).; and in The Mammoth Book of Extreme Science Fiction (2006, ISBN 978-0-7867-1727-9), Mike Ashley, ed.
  - "Hideaway" – Первоначально опубликовано в Interzone #157 (July 2000).
  - "The Real Story" – Первоначально опубликовано в Mars Probes (2002), Peter Crowther, ed..
  - "Everlasting" – Первоначально опубликовано в Interzone #193 (Spring 2004).
  - "Beyond the Aquila Rift" – Первоначально опубликовано в Constellations (2005), Peter Crowther, ed.; reprinted in The Year's Best Science Fiction: Twenty-Third Annual Collection (2006, ISBN 0-312-35334-0), Gardner Dozois, ed.; and in Year's Best SF 11 (2006, ISBN 978-0-06-087341-7), David G. Hartwell and Kathryn Cramer, eds..
  - "Zima Blue" – Первоначально опубликовано в Postscripts # 4 (Summer 2005); reprinted in The Year's Best Science Fiction: Twenty-Third Annual Collection (2006, ISBN 0-312-35334-0), Gardner Dozois, ed..
  - "Signal to Noise" – Первоначально опубликовано в Zima Blue and Other Stories, (2006); reprinted in The Year's Best Science Fiction: Twenty-Fourth Annual Collection (2006, ISBN 978-0-312-36335-2), Gardner Dozois, ed.
  - "Cardiff Afterlife" – Первоначально опубликовано в переиздании Zima Blue and Other Stories
  - "Understanding Space and Time" – Первоначально опубликовано ограниченным тиражом в 400 экземпляров для Novacon 35 Sci Fi convention; reprinted in Science Fiction: The Best of the Year, 2006 Edition (2006, ISBN 978-0-8095-5649-6), Rich Horton, ed.; and in Science Fiction: The Very Best of 2005 (2006), Jonathan Strahan, ed.
  - "Minla's Flowers" – Первоначально опубликовано в The New Space Opera (2007, ISBN 978-0-06-084675-6), Gardner Dozois and Jonathan Strahan, eds.
- Galactic North. London: Gollancz, 2006. ISBN 0-575-07910-X (Contains all novellas and short stories in the Revelation Space universe up to 2006, except those in Diamond Dogs, Turquoise Days)
  - "Great Wall of Mars" – Первоначально опубликовано в Spectrum SF #1 (February 2000); reprinted in The Year's Best Science Fiction: Eighteenth Annual Collection (2001, ISBN 0-312-27465-3), Gardner Dozois, ed.
  - "Glacial" – Первоначально опубликовано в Spectrum SF #5 (March 2001); reprinted in The Year's Best Science Fiction: Nineteenth Annual Collection (2002, ISBN 0-312-28879-4), Gardner Dozois, ed.; and in Year's Best SF 7 (2002, ISBN 0-06-106143-3), David G. Hartwell & Kathryn Cramer, eds.
  - "Weather" – Первоначально опубликовано в Galactic North (2006)
  - "Grafenwalder's Bestiary" – Первоначально опубликовано в Galactic North (2006)
  - "Nightingale" – Первоначально опубликовано в Galactic North (2006); reprinted in The Year's Best Science Fiction: Twenty-Fourth Annual Collection (2006, ISBN 978-0-312-36335-2), Gardner Dozois, ed.
  - "Dilation Sleep" – Первоначально опубликовано в Interzone #39 (September 1990).
  - "A Spy in Europa" – Первоначально опубликовано в Interzone #120 (June 1997); reprinted in The Year's Best Science Fiction: Fifteenth Annual Collection (1998, ISBN 0-312-19033-6), Gardner Dozois, ed.; and posted free online at Infinity Plus[31]
  - "Galactic North" – Первоначально опубликовано в Interzone #145 (July 1999); reprinted in Space Soldiers (2001, ISBN 978-0-441-00824-7), Jack Dann and Gardner Dozois, eds.; and in The Year's Best Science Fiction: Seventeenth Annual Collection (2000, ISBN 0-312-26417-8), Gardner Dozois, ed.; and in Hayakawa's SF magazine.
- Deep Navigation. Framingham, MA: NESFA Press, 2010. ISBN 978-1-886778-90-0 (Ограниченное издание, содержащее рассказы, которые либо не вошли в предыдущие сборники, либо были опубликованы после них. Введение от Stephen Baxter.)
  - "Nunivak Snowflakes" – Первоначально опубликовано в Interzone #36 (June 1990)..
  - "Byrd Land Six" – Первоначально опубликовано в Interzone #96 (June 1995); reprinted in The Ant Men of Tibet and Other Stories (2001, ISBN 1-903468-02-7), David Pringle, ed.
  - "On the Oodnadatta" – Первоначально опубликовано в Interzone #128 (February 1998)..
  - "Stroboscopic" – Первоначально опубликовано в Interzone #134 (August 1998); reprinted in Dangerous Games (2007, ISBN 978-0-441-01490-3), Gardner Dozois and Jack Dann, eds.
  - "Viper" – Первоначально опубликовано в Asimov's Science Fiction (December 1999)..
  - "Fresco" – Первоначально опубликовано в UNESCO Courier (May 2001)..
  - "Feeling Rejected" – Первоначально опубликовано в журнале Nature (2005)..
  - "Tiger, Burning" – Первоначально опубликовано в Forbidden Planets (2006, ISBN 0-7564-0330-8), Peter Crowther, ed.; reprinted in Year's Best SF 12 (2007, ISBN 978-0-06-125208-2), David G. Hartwell and Kathryn Cramer, eds..
  - "The Sledge-Maker's Daughter" – Первоначально опубликовано в Interzone No. 209 (April 2007); reprinted in The Year's Best Science Fiction: Twenty-Fifth Annual Collection (2006, ISBN 978-0-312-37860-8), Gardner Dozois, ed..
  - "Soirée" – Первоначально опубликовано в Celebration: Commemorating the 50th Anniversary of the British Science Fiction Association (March 2008), Ian Whates, ed..
  - "The Star-Surgeon's Apprentice" – Первоначально опубликовано в The Starry Rift (April 2008), Jonathan Strahan, ed..
  - "Fury" – Первоначально опубликовано в Eclipse Two: New Science Fiction and Fantasy, (November 2008)..
  - The Fixation – Первоначально опубликовано в Finnish language, Hannun basaarissa a limited edition booklet of about 200 copies in tribute to Hannu Blommila in Finland (2007); reprinted in The Solaris Book of New Science Fiction, Volume 3 (February 2009), George Mann, ed..
  - "The Receivers" – Первоначально опубликовано в Other Earths (April 2009), Nick Gevers and Jay Lake, eds.
  - "Monkey Suit" – Первоначально опубликовано в Death Ray #20 (July 2009) (a Revelation Space story).
- Beyond the Aquila Rift. London: Gollancz, 2016. ISBN 978-1473216358
  - "Great Wall of Mars" – ранее собранные в Galactic North
  - "Weather" – ранее собранные в Galactic North
  - "Beyond the Aquila Rift" – ранее собранные в Zima Blue and Other Stories
  - "Minla's Flowers" – ранее собранные в Zima Blue and Other Stories
  - "Zima Blue" – ранее собранные в Zima Blue and Other Stories
  - "Fury" – ранее собранные в Deep Navigation
  - "The Star Surgeon's Apprentice" – ранее собранные в Deep Navigation
  - "The Sledge-Maker's Daughter" – ранее собранные в Deep Navigation
  - Diamond Dogs – ранее собранные в Diamond Dogs, Turquoise Days
  - Thousandth Night – Первоначально опубликовано в One Million A.D. (2005), Gardner Dozois, ed.
  - Troika – Первоначально опубликовано в Godlike Machines (2010), Jonathan Strahan, ed.;
  - "Sleepover" –  Первоначально опубликовано в The Mammoth Book of Apocalyptic SF (May 2010), Mike Ashley, eds.
  - "Vainglory" –  Первоначально опубликовано в Edge of Infinity (December 2012), Jonathan Strahan, ed.
  - "Trauma Pod" –Первоначально опубликовано в Armored (April 2012), John Joseph Adams, ed
  - "The Last Log of the Lachrimosa" – Первоначально опубликовано в Subterranean Online (July 2014) (a Revelation Space story)[32]
  - "The Water Thief" – Первоначально опубликовано в Arc 1.1 / The Future Aways Wins (February 2012), Sumit Paul-Choudhury, Simon Ings, eds.
  - "The Old Man and the Martian Sea" – Первоначально опубликовано в Life on Mars (April 2011), Jonathan Strahan, ed.
  - "In Babelsberg" – Первоначально опубликовано в Reach for Infinity (May 2014), Jonathan Strahan, ed.[33]
- Belladonna Nights and Other Stories. Subterranean Press, October 2021.[34]
  - "Belladonna Nights" – Первоначально опубликовано в The Weight of Words, Subterranean Press (December 2017), Dave McKean and William Schafer eds. (a House of Suns story)
  - "Different Seas" – Первоначально опубликовано в Twelve Tomorrows, MIT Press (May 2018), Wade Rush ed.
  - "For the Ages" – Первоначально опубликовано в Solaris Rising: The New Solaris Book of Science Fiction (November 2011), Ian Whates, ed.
  - "Visiting Hours" - Первоначально опубликовано в Megatech: Technology in 2050 (2017)
  - "Holdfast" – Первоначально опубликовано в Extrasolar, PS Publishing (August 2017), Nick Gevers ed.
  - "The Lobby" – Первоначально опубликовано в Memoryville Blues (Postscripts #30/31), Peter Crowther & Nick Gevers, ed.
  - "A Map of Mercury" – Первоначально опубликовано в The Lowest Heaven (June 2013)[35]
  - "Magic Bone Woman" - Первоначально опубликовано в Consequences (2011)
  - "Providence" – Первоначально опубликовано в 2001: An Odyssey in Words, Newcon Press (March 2018), Ian Whates and Tom Hunter eds.
  - "Wrecking Party" – Первоначально опубликовано в Dead Man's Hand: An Anthology of the Weird West (May 2014), John Joseph Adams, ed.
  - "Sixteen Questions for Kamala Chatterjee" - Первоначально опубликовано в Bridging Infinity, Solaris Press (October 2016), Jonathan Strahan ed.
  - "Death's Door" – Первоначально опубликовано в Infinity's End, Solaris Press (July 2018), Jonathan Strahan ed.
  - "A Murmuration" – Первоначально опубликовано в Interzone (Mar–Apr 2015)
  - "Open and Shut" – первоначально опубликовано онлайн в Gollancz (January 2018) (a Revelation Space story).[36]
  - "Plague Music"- Первоначально опубликовано в Belladonna Nights (2021) (a Revelation Space story)
  - "Night Passage" – Опубликовано в Infinite Stars, Titan Books (October 2017), Bryan Thomas Schmidt ed. (a Revelation Space story)

### Романы
- "Thousandth Night", ISBN 978-1596062597 (with "Minla's Flowers") – Originally published in One Million A.D. (2005), Gardner Dozois, ed.; available in electronic format from Subterranean Press.
- "The Six Directions of Space", ISBN 978-1596061842 – Originally published in Galactic Empires (September 2007[37]), Gardner Dozois, ed.
- "Troika", ISBN 978-1596063761 – Originally published in Godlike Machines (2010), Jonathan Strahan, ed.;[3]
- "Slow Bullets" (2015), ISBN 978-1616961930
- "The Iron Tactician" (2016), ISBN 978-1910935309
- "Permafrost" (2019), ISBN 9781250303561

### Несобранные короткие рассказы
- "The Big Hello" – Originally published in German translation in a convention program.
- "The Manastodon Broadcasts" – Originally published in Aberrant Dreams I: The Awakening (December 2008), Joe Dickerson, Ernest G. Saylor and Lonny Harper, eds.
- "Scales" – Originally published in The Guardian (2009); and posted free online at Lightspeed.[38]
- "Lune and the Red Empress" with Liz Williams, originally published in the 2010 Eastercon souvenir booklet.
- "At Budokan" – Originally published in Shine (March 2010), Jetse de Vries, ed.
- "Ascension Day" – Originally published in Voices from the Past (May 2011), reprinted in The Year's Best Science Fiction: Twenty-Ninth Annual Collection (2012, ISBN 978-1-250-00354-6), Gardner Dozois, ed.
- "Sad Kapteyn" – Originally published online by the School of Physics and Astronomy, Queen Mary University of London[39]
- "Remainers" – Originally published in Tales from the Edge: Escalation, Spiral Arm Studios (July 2017), Stephen Gaskell ed.
- "Polished Performance" – Published in Made To Order: Robots and Revolution, Solaris Press (March 2020), Jonathan Strahan ed.
- "Things to Do In Deimos When You're Dead" - Published in Asimov's Science Fiction (September/October 2022)
- "End User" – Published online on Medium (June 2023)[40]
- "Detonation Boulevard" – Published online in Tor.com (July 2023)[41]
- "Lottie and the River" – Published in New Scientist (16/23 December 2023)
- "The Scurlock Compendium" – To be published in To the Stars and Back: Stories in Honour of Eric Brown (May 2024)